# ФК „Вадуц“
ФК „Вадуц“ (на немски: FC Vaduz) е Лихтенщайнски футболен клуб от столицата Вадуц, но се състезава в Швейцарската футболна система. Клубът играе на относително малкия „Рейнпарк Щадион“, който е с капацитет от 7838 седящи места. През сезон 2013 – 2014 г. ФК Вадуц заема първото място в Швейцарската Чалъндж Лига и добива право да се състезава в най-високото ниво на швейцарския футбол Швейцарската Суперлига.
В миналото „Вадуц“ е имал много футболисти от Лихтенщайн, много от които са играли за Националния отбор по футбол на Лихтенщайн, но почти всички от тези футболисти са заиграли в чужбина и сега мнозинството от първия отбор са чужденци от различните краища на света.

## Успехи
Лихтенщайн
- Шампион на Лихтенщайн:
  -  Шампион (2): 1932, 1936
  -  Бронзов медал (1): 1935

- Купа на Лихтенщайн:
  -  Носител (51, световен рекорд)[1]): 1949, 1952, 1953, 1954, 1956, 1957, 1958, 1959, 1960, 1961, 1962, 1966, 1967, 1968, 1969, 1970, 1971, 1974, 1980, 1985, 1986, 1988, 1990, 1992, 1995, 1996, 1998, 1999, 2000, 2001, 2002, 2003, 2004, 2005, 2006, 2007, 2008, 2009, 2010, 2011, 2013, 2014, 2015, 2016, 2017, 2018, 2019, 2022, 2023, 2024, 2025
  -  Финалист (13): 1946, 1947, 1948, 1950, 1951, 1955, 1972, 1977, 1984, 1987, 1991, 1997, 2012

Швейцария
- Швейцарска Супер Лига (Първа лига)
  - 8-о място (1): 2015/16

- Швейцарска Чалиндж Лига (Втора лига)
  -  Шампион (3): 2002/03, 2007/08, 2013/14

- Швейцарска Първа Лига (Трета лига)
  -  Шампион (2): 2000, 2001